# Rio Piracicaba (vattendrag i Brasilien, Minas Gerais, lat -19,49, long -42,51)
Rio Piracicaba är ett vattendrag i Brasilien.   Det ligger i delstaten Minas Gerais, i den sydöstra delen av landet, 700 km sydost om huvudstaden Brasília.
I omgivningarna runt Rio Piracicaba växer i huvudsak städsegrön lövskog. Runt Rio Piracicaba är det glesbefolkat, med 12 invånare per kvadratkilometer.